# Simon Herbert
Simon Herbert (* 26. August 2001 in Leicester) ist ein englischer Squashspieler.

## Karriere
Simon Herbert spielte erstmals 2019 und ab 2021 regelmäßig auf der PSA World Tour und gewann auf dieser bislang vier Turniere. Der erste Titelgewinn gelang ihm in der Saison 2021/22 im August 2021 in London. Seine höchste Platzierung in der Weltrangliste erreichte er mit Rang 49 am 11. November 2024. In der Saison 2022/23 gelang ihm erstmals die Qualifikation für das Hauptfeld der Weltmeisterschaften, in dem er in der ersten Runde gegen Youssef Ibrahim in drei Sätzen ausschied.

## Erfolge
- Gewonnene PSA-Titel: 4